# Concertino pour clarinette (Donizetti)
Pour les articles homonymes, voir Concertino pour clarinette.
Le Concertino en si bémol majeur pour clarinette ou cor anglais et orchestre de chambre, IGD 76, est une composition de Gaetano Donizetti[Quand ?]. Donizetti a composé cette seule pièce pour clarinette et également une unique étude pour clarinette publiée en 1871.
La pièce est constituée de deux mouvements :
- Andante sostenuto
- Allegretto

La pièce dispose d'une très belle mélodie chantée et romantique. La voix soliste est fréquemment coupée par des effets d'orchestre. Le rondo final embarque de nombreux traits virtuoses.
La partition est publiée aux éditions Peters. La version pour clarinette et piano a été réalisée par le compositeur. La version pour orchestre à cordes a été révisée par Raymond Meylan.

## Enregistrements
- clarinette
  - Eduard Brunner, Münchener Kammerorchester (Tudor 728, 1989)[1]
- cor anglais